# Brenthis ciscaucasica
Brenthis ciscaucasica är en fjärilsart som beskrevs av Obraztsov 1936. Brenthis ciscaucasica ingår i släktet Brenthis och familjen praktfjärilar. Inga underarter finns listade i Catalogue of Life.